# 藤原忠平

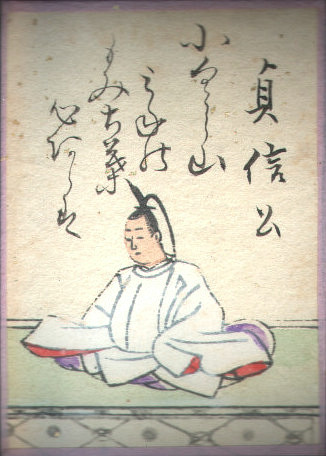
貞信公（百人一首より）

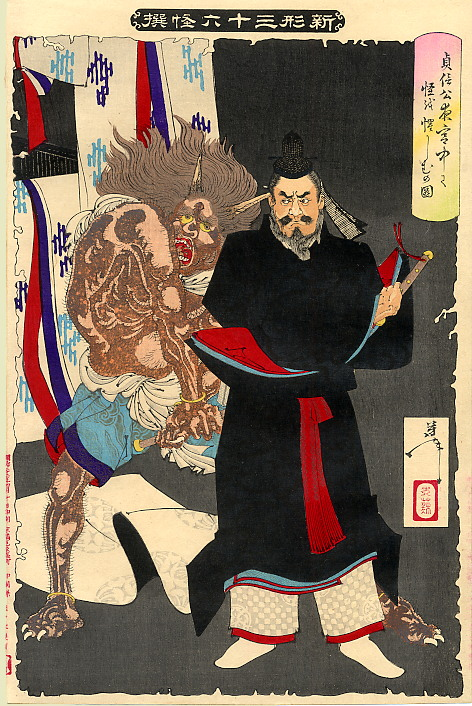
貞信公夜宮中に怪（もののけ）を懼（あや）しむの図（月岡芳年『新形三十六怪撰』）

藤原 忠平（ふじわら の ただひら）は、平安時代前期から中期にかけての公卿。藤原基経の四男。
兄・時平の早世後に朝政を司り、延喜の治と呼ばれる政治改革を行った。朱雀天皇の時に摂政、次いで関白に任じられる。以後、村上天皇の初期まで長く執政の座にあった。

## 生涯
寛平年間（889年-898年）に正五位下に叙し、侍従に任じられ、備後権守を兼ねる。昌泰3年（900年）参議に任じられるが、奏請して叔父・清経と交代し、まもなく自らは右大弁となる。
宇多天皇の時代は寛平の治と呼ばれ、摂関を置かずに天皇が親政をし、長兄・時平と学者・菅原道真らが政治を主導した。寛平9年（897年）に醍醐天皇が即位すると、時平は左大臣、道真は右大臣に並んで朝政を執ったが、昌泰4年（901年）に昌泰の変が発生し道真は失脚する。変後は時平が政権を握り、諸改革を行った。延喜8年（908年）忠平は参議に還任されるが、まもなく春宮大夫・左兵衛督・検非違使別当を兼帯している。
延喜9年（909年）時平が39歳で早世する。ここで、次兄・仲平を差し置いて忠平が藤氏長者となって従三位・権中納言に叙任され、まもなく蔵人別当・右近衛大将と要職を兼ねた。その後も、延喜10年（910年）中納言、延喜11年（911年）大納言と急速に昇進。延喜13年（913年）右大臣・源光が薨じたため、忠平が太政官の首班に立ち、延喜14年（914年）右大臣を拝した。延長2年（924年）醍醐天皇の外叔父である藤原定方の右大臣昇進に伴って、忠平は左大臣に任ぜられている。のち、延長5年（927年）には時平の遺業を継いで『延喜格式』を完成させた。農政等に関する忠平の政策は、兄・時平の行った国政改革と合わせ「延喜の治」と呼ばれる。
延長8年（930年）病気のために醍醐天皇は朱雀天皇に譲位。同時に、基経の没後は長く摂政関白が置かれていなかったが、新帝が幼少であるため忠平が摂政に任じられた。践祚後まもない朱雀天皇が醍醐上皇のいる麗景殿を訪ねた際、上皇は天皇を几帳の中に呼び入れ、五つの事を遺言した。その中で、「左大臣藤原忠平の訓を聞くこと」と話している（延喜御遺誡）。
承平2年（932年）従一位に叙せられる。承平6年（936年）太政大臣に昇り、天慶2年（939年）准三后となる。天慶4年（941年）朱雀天皇が元服したため摂政を辞すが、詔して引き続き万機を委ねられ、関白に任じられた。記録上、摂政を退いた後に引き続き関白に任命された事が確認できる最初の例である。この間かつての家人、平将門と遠戚である藤原純友による承平天慶の乱が起きたが、いずれも最終的には鎮圧された。
天慶9年（946年）村上天皇が即位すると引き続き関白として朝政を執った。この頃には老齢して病がちになり、しばしば致仕（引退）を願うが、その都度慰留されている。天暦3年（949年）病がいよいよ重くなり、8月14日に薨御。享年70。正一位が追贈され、貞信公と諡された。

## 人物・逸話
幼くして聡明で知られ、父・基経が極楽寺を建てたとき、忠平は「仏閣を建てるならばこの地しかありません」と一所を指さした。そこの地相はまさに絶勝の地だった。基経はこの時のことを心にとどめたという。
また、醍醐天皇の頃、相工（人相占い師）が宮中に召された。寛明太子（後の朱雀天皇）を見て「容貌美に過ぎたり」と判じた。時平を見て「知恵が多すぎる」と判じた。菅原道真を見て「才能が高すぎる」と判じ、皆全幅の者はなかった。ところが、下座にあった忠平を見て、相工はこれを指さして「神識才貌、全てが良い。長く朝廷に仕えて、栄貴を保つのはこの人であろう」と絶賛し、宇多法皇はかねてから忠平を好んでいたが、この話を聞いて、ますます重んじ、皇女（源順子）を降嫁せしめたという。
また、寛大で慈愛が深かったので、その死を惜しまぬものはなかったという。
朝儀・有職故実について記した日記『貞信公記』がある。『後撰和歌集』（6首）以下の勅撰和歌集に和歌作品が12首採録されている。
小倉百人一首 26番 
- をぐらやま　みねのもみぢば　こころあらば　いまひとたびの　みゆきまたなむ

### 菅原道真との関係
室・源順子は宇多天皇の皇女で「菅原の君」と称されていたとされる。このため宇多天皇女御であった菅原道真女・菅原衍子所生とも推定されている（実父母について異説あり）。ただし、「菅原の君」と称される史料は『大和物語』のみである。彼女との間の子実頼は、時平の娘を妻として頼忠を儲けている。
『十訓抄』では菅原道真と親交があり、道真の左遷にも反対したという記述がある。また同書に引用された「正暦三年二月日御託宣」では、つねに手紙をやり取りしていたため、忠平の子孫を保護するという道真からの御託宣があったとされる。このために、宇多天皇や道真と対立していた長兄・時平からは疎んじられていたという説がある。兄・時平や共に道真を陥れた源光が亡くなり、醍醐天皇が病気がちとなり、天皇の父である宇多法皇が再び国政に関与するようになると、忠平は法皇の相談役として急速な出世を遂げたと言う。35歳にして臣下最高位となり、死去するまで35年間その地位を維持した。ただし、道真左遷時に忠平は従四位下右大弁にすぎず、坂本太郎は兄時平にあらがってまで道真につくことはできないであろうとしており、黒木香は『十訓抄』の話は一条天皇期に付け加えられたものと見ている。
忠平の長男は時平の女婿にあたる実頼であり、弟の師輔は常にその後塵を拝していた。師輔は道真を祀った北野神社を支援し、角田文衛は師輔が道真の怨霊によって実頼の系統の絶滅を願ったのではないかと見ている。結果的に時平流の本院家も実頼の系統である小野宮流も没落し、師輔の子孫は摂関職を江戸時代まで継承する事となった。

## 官歴
※特に指示の無い限り『公卿補任』による。日付は旧暦。
| 年紀               | 年齢 | 事歴 |
| ------------------ | ---- | --- |
| 寛平 7 年（895年） | 16歳 | 8 月21日：元服。正五位下 9 月15日：聴雑袍、昇殿 |
| 寛平 8 年（896年） | 17歳 | 1 月26日：侍従 |
| 寛平 9 年（897年） | 18歳 | 2 月14日：兼備後権守 |
| 寛平10年（898年）  | 19歳 | 1 月29日：兼備後権守（復任か） |
| 昌泰元年（898年）  | 19歳 | 11月22日：従四位下 |
| 昌泰 3 年（900年） | 21歳 | 1 月28日：参議、侍従如元。 2 月20日：宇多天皇の命により参議を辞退、侍従如元 4 月23日：昇殿如元 5 月15日：兼右大弁                                                  |
| 延喜 3 年（903年） | 24歳 | 1 月 7 日：従四位上 |
| 延喜 5 年（905年） | 26歳 | 1 月11日：兼備後権守 |
| 延喜 8 年（908年） | 29歳 | 1 月12日：参議（還任）、右大弁備後権守如元 2 月24日：兼春宮大夫（春宮・保明親王） 3 月 9 日：昇殿如元 8 月26日：兼左兵衛督、去弁 9 月 1 日：検非違使別当           |
| 延喜 9 年（909年） | 30歳 | 4 月 9 日：従三位、権中納言、氏長者、大夫別当督如元 5 月11日：蔵人所別当、昇殿如故 9 月27日：兼右近衛大将 10月22日：検非違使別当如元（近衛大将検非違使別当兼帯例） |
| 延喜10年（910年）  | 31歳 | 1 月13日：中納言 |
| 延喜11年（911年）  | 32歳 | 1 月13日：大納言 3 月 ：検非違使別当如元（大納言後不去別当例） 12月28日：止別当                                                                                    |
| 延喜13年（913年）  | 34歳 | 1 月 7 日：正三位 4 月15日：兼左近衛大将 |
| 延喜14年（914年）  | 35歳 | 8 月25日：右大臣 |
| 延喜16年（916年）  | 37歳 | 2 月28日：従二位 |
| 延長 2 年（924年） | 45歳 | 1 月 7 日：正二位 1 月22日：左大臣 |
| 延長 3 年（925年） | 46歳 | 10月21日：兼東宮傅（東宮・寛明親王） |
| 延長 7 年（929年） | 50歳 | 12月18日：見延暦寺検校 |
| 延長 8 年（930年） | 51歳 | 9 月22日：摂政、止東宮傅 12月17日：止大将 |
| 承平 2 年（932年） | 53歳 | 3 月29日：従一位 |
| 承平 6 年（936年） | 57歳 | 8 月19日：太政大臣 |
| 天慶 2 年（939年） | 60歳 | 2 月28日：任官賜爵並准三后 |
| 天慶 4 年（941年） | 62歳 | 11月 8 日：関白、止摂政 |
| 天慶 9 年（946年） | 67歳 | 5 月20日：関白如元（新帝即位） |
| 天暦 3 年（949年） | 70歳 | 8 月14日：薨去（在小一条第） 8 月18日：贈正一位、封信濃国、諡貞信公                                                                                                |

## 系譜
- 父：藤原基経
- 母：人康親王の娘
- 妻：源順子（傾子?）（?-905以前、または875?-925?）（宇多天皇皇女） 
  - 長男：藤原実頼（900-970）
- 妻：源昭子（源能有の娘、875?-925?）
  - 次男：藤原師輔（909-960）
  - 四男：藤原師氏（916-970）
  - 五男：藤原師尹（920-969）
- 生母不詳の子女
  - 三男：藤原師保（910?-?）
  - 長女：藤原貴子（904-962） - 保明親王御息所、のち尚侍
  - 次女：藤原寛子（906-945） - 重明親王北方
  - 女子：藤原諸房室
- 養子女
  - 養子：藤原忠君（?-968）（父：藤原師輔）

## 関連作品
- 映画『恋や恋なすな恋』（1962年） - 演：柳永二郎
- NHK大河ドラマ『風と雲と虹と』（1976年） - 演：仲谷昇
- テレビ朝日『陰陽師』（2020年） - 演：九十九一
- 小説『時平の桜、菅公の梅』（奥山景布子、中公文庫、2014年3月）